# 225
225（二百二十五、二二五、にひゃくにじゅうご）は、自然数また整数において、224の次で226の前の数である。

## 性質
- 225は合成数であり、約数は 1, 3, 5, 9, 15, 25, 45, 75 と 225 である。
  - 約数の和は403。
    - 約数の和が奇数になる25番目の数である。1つ前は200、次は242。

  - 約数を9個もつ4番目の数である。1つ前は196、次は256。
    - 自身の約数の個数の数を約数にもつ3番目の奇数である。1つ前は9、次は441。(オンライン整数列大辞典の数列 A036896)
- 225 = 152
  - 15番目の平方数である。1つ前は196、次は256。
    - 5番目の三角数15からなる平方数である。1つ前は100、次は441。(オンライン整数列大辞典の数列 A000537)
      - 225 = 13 + 23 + 33 + 43 + 53
        - 5連続整数の立方和で表せる数である。自然数の範囲だと最小、1つ前は100、次は440。

  - n = 2 のときの 15n の値とみたとき1つ前は15、次は3375。
  - 225 = (3 × 5)2
    - n = 5 のときの (3n)2 の値とみたとき1つ前は144、次は324。(オンライン整数列大辞典の数列 A016766)
    - n = 4 のときの {(n − 1)(n + 1)}2 の値とみたとき1つ前は64、次は576。(オンライン整数列大辞典の数列 A099761)
    - n = 3 のときの (5n)2 の値とみたとき1つ前は100、次は400。(オンライン整数列大辞典の数列 A016850)
    - 225 = 32 × 52
      - 2つの異なる素因数の積で p2 × q2 の形で表せる4番目の数である。1つ前は196、次は441。(オンライン整数列大辞典の数列 A085986)

  - 225 = (10 × 1 + 5)2
    - n = 1 のときの (10n + 5)2 の値とみたとき1つ前は25、次は625。(オンライン整数列大辞典の数列 A017330)

  - 225 = 1 × 3 × 5 × 15
    - 15 の約数の積で表せる数である。1つ前は196、次は1024。(オンライン整数列大辞典の数列 A007955)
- 9番目の八角数である。1つ前は176、次は280。
- 69番目のハーシャッド数である。1つ前は224、次は228。
  - 平方数がハーシャッド数になる8番目の数である。1つ前は144、次は324。
  - 9を基とする22番目のハーシャッド数である。1つ前は216、次は234。
- 各位の立方和が141になる最小の数である。次は252。(オンライン整数列大辞典の数列 A055012)
  - 各位の立方和が n になる最小の数である。1つ前の140は1111244、次の142は1225。(オンライン整数列大辞典の数列 A165370)
- 三角関数では sin 225° = − 1/√2 , cos 225° = − 1/√2 , tan 225° = 1 。
  - sin x = cos x となるのは x = 45° か 225° のときだけである( 0°≦ x <360° )。
  - 225° = 5π/4 rad。
- 1/225 = 0.004… (下線部は循環節で長さは1)
  - 逆数が循環小数になる数で循環節が1になる22番目の数である。1つ前は192、次は240。(オンライン整数列大辞典の数列 A070021)
- 225 = 7 × 25 + 1 より21番目のプロス数である。1つ前は209、次は241。
- 225 = 92 + 122
  - 異なる2つの平方数の和で表せる67番目の数である。1つ前は221、次は226。(オンライン整数列大辞典の数列 A004431)
  - 152 = 92 + 122
    - 平方数が異なる2つの平方数の和で表せる4番目の数である。1つ前は169、次は289。(オンライン整数列大辞典の数列 A134422)
      - ここに現れる 9，12，15 はピタゴラス数である。
- 225 = 22 + 52 + 142 = 22 + 102 + 112 = 52 + 102 + 102
  - 3つの平方数の和3通りで表せる26番目の数である。1つ前は222、次は227。(オンライン整数列大辞典の数列 A025323)
  - 225 = 22 + 52 + 142 = 22 + 102 + 112
    - 異なる3つの平方数の和2通りで表せる35番目の数である。1つ前は218、次は227。(オンライン整数列大辞典の数列 A025340)
- 225 =13 + 23 + 63
  - 3つの正の数の立方数の和1通りで表せる31番目の数である。1つ前は218、次は232。(オンライン整数列大辞典の数列 A025395)
  - 異なる3つの正の数の立方数の和1通りで表せる11番目の数である。1つ前は216、次は244。(オンライン整数列大辞典の数列 A025399)
  - n = 3 のときの 1n + 2n + 6n の値とみたとき1つ前は41、次は1313。(オンライン整数列大辞典の数列 A074502)
  - 225 = (1!)3 + (2!)3 + (3!)3
    - n = 3 のときの 1 から n までの (n!)3 の和とみたとき1つ前は9、次は14049。(オンライン整数列大辞典の数列 A138564)
- すべての桁が素数である23番目の数である。1つ前は223、次は227。(オンライン整数列大辞典の数列 A046034)
- 225 = 172 − 64
  - n = 17 のときの n2 − 64 の値とみたとき1つ前は192、次は260。(オンライン整数列大辞典の数列 A098849)
- 225 = 216 + (2 + 1 + 6)
  - n = 6 のときの n3 とその各位の和との和とみたとき1つ前は133、次は353。(オンライン整数列大辞典の数列 A123135)
- 225 = 32/30 + 31 + 32 + 33 × 103

## その他 225 に関連すること
- 年始から数えて225日目は8月13日、閏年は8月12日。
- 西暦225年
- 方位では、角度の225°を南西や左後に充てる。
- 二十四節気の立冬の時の、太陽黄経は225度。
- スクラブルに使うボードは15×15で全225マス。
- 日経平均株価の採用銘柄数。
- 『ルート225』は藤野千夜の小説。映画化、漫画化もされた。
- 第225代ローマ教皇はピウス5世（在位：1566年1月7日～1572年5月1日）である。
- JR西日本225系電車 - 2010年（平成22年）に登場した、西日本旅客鉄道（JR西日本）の電車。
- 2015年に発生した東海道新幹線火災事件で被災したのはのぞみ225号である。
- プロ野球・横浜DeNAベイスターズ選手の筒香嘉智の愛称。名字の「筒香」が「ツー（2）・ツー（2）・ゴー（5）」と読めることに因んでいる[1][2]。